# Amt Barth
Das Amt Barth liegt im Landkreis Vorpommern-Rügen in Mecklenburg-Vorpommern (Deutschland). Im Amt Barth haben sich die zehn Gemeinden Bartelshagen II b. Barth, Divitz-Spoldershagen, Fuhlendorf, Karnin, Kenz-Küstrow, Löbnitz, Lüdershagen, Pruchten, Saal und Trinwillershagen sowie die Stadt Barth zur Erledigung ihrer Verwaltungsgeschäfte zusammengeschlossen. Der Verwaltungssitz befindet sich in der Stadt Barth. Am 1. Januar 2005 entstand durch die Fusion des Amtes Barth-Land und der Stadt Barth sowie der Gemeinde Trinwillershagen das neue Amt Barth.

## Beschreibung
Das Amtsgebiet erstreckt sich südlich des Barther Boddens im Hinterland der Halbinsel Zingst, Darß und Fischland. Der Norden und Westen des Amtes grenzt an den Barther Bodden und Saaler Bodden, der Osten grenzt an das Amt Niepars und der Süden grenzt an die Ämter Franzburg-Richtenberg und Ribnitz-Damgarten. Im Gemeindegebiet befinden sich keine größere Seen, aber große Teile des Amtes befinden sich an den Boddengewässern. Der Fluss Barthe fließt durch das Gemeindegebiet und mündet bei Barth in den Barther Bodden. Der nördliche Teil des Amtes mit der Boddenküste ist Teil des Nationalparkes Vorpommersche Boddenlandschaft. Nennenswerte Erhebungen gibt es im Amt keine, da sich das Amt fast ausschließlich in den Niederungen des Barthetales und Boddenhinterlandes befindet. Nur bei Lüdershagen erreichen einige Hügel die Zwanzigmetermarke.
Wirtschaftlich spielt nur die Land- und Fischereiwirtschaft eine gewisse Rolle und auch der Tourismus hat seine Bedeutung. In Barth befindet sich auch eine Schiffswerft. Durch die Bundesautobahn 20 erhofft sich die Region weiteren Aufschwung. Durch den Süden des Amtes Barth führt die B 105 (Rostock-Stralsund). In der Nähe des Amtssitzes Barth befindet sich auch der Flughafen Barth.
Am 1. Januar 2014 wurde die ehemals eigenständige Gemeinde Bartelshagen II b. Barth in die Gemeinde Saal eingegliedert.

## Die Gemeinden mit ihren Ortsteilen
- Stadt Barth mit Glöwitz, Planitz und Tannenheim
- Divitz-Spoldershagen mit Divitz, Frauendorf, Gäthkenhagen, Martenshagen, Spoldershagen und Wobbelkow
- Fuhlendorf mit Bodstedt, Gut Glück und Michaelsdorf
- Karnin mit Friedrichshof
- Kenz-Küstrow mit Dabitz, Kenz, Küstrow, Rubitz und Zipke
- Löbnitz mit Buchenhorst, Kindshagen, Redebas und Saatel
- Lüdershagen mit Heidberg, Kronsberg und Lüdershagen Heide
- Pruchten mit Bresewitz
- Saal mit Bartelshagen II b. Barth, Hermannshagen-Dorf, Hermannshagen Heide, Hermannshof, Hessenburg, Kückenshagen, Neuendorf, Neuendorf-Heide und Neuhof
- Trinwillershagen mit Langenhanshagen, Mittelhof, Neuenlübke, Neuhof und Wiepkenhagen

## Politik

### Wappen, Flagge, Dienstsiegel
Das Amt verfügt über kein amtlich genehmigtes Hoheitszeichen, weder Wappen noch Flagge. Als Dienstsiegel wird das kleine Landessiegel mit dem Wappenbild des Landesteils Vorpommern geführt. Es zeigt einen aufgerichteten Greifen mit aufgeworfenem Schweif und der Umschrift „AMT BARTH * LANDKREIS VORPOMMERN-RÜGEN“.

## Belege
1. ↑  Statistisches Amt M-V – Bevölkerungsstand der Kreise, Ämter und Gemeinden 2023 (XLS-Datei) (Amtliche Einwohnerzahlen in Fortschreibung des Zensus 2011) (Hilfe dazu).
2. ↑  Hauptsatzung § 1 Abs. 4 (Memento des Originals vom 24. Januar 2020 im Internet Archive)  Info: Der Archivlink wurde automatisch eingesetzt und noch nicht geprüft. Bitte prüfe Original- und Archivlink gemäß Anleitung und entferne dann diesen Hinweis. (PDF).